# Dolceacqua
Dolceacqua (Dussàiga en llengua ligur) és un municipi italià de 2078 habitants a la província de Imperia, situat en els marges de la ciutat de Ventimiglia i de la seva conurbació. Es troba a uns 120 quilòmetres al sud-oest de Gènova i al voltant de 35 km a l'oest de la capital provincial, a la frontera amb França.
Dolceacqua limita amb els següents municipis: Airole, Apricale, Breil-sud-Rosegui (França), Camporosso, Isolabona, Perinaldo, Rocchetta Nervina, Sant Biagio della Cim, i Ventimiglia.

## Evolució demogràfica
| Gràfica d'evolució de Dolceacqua entre 1861 i 2011 |
|                                                    |

## Geografia
Dolceacqua és un típic poble medieval a la vall del riu Nervia, al llarg del torrent homònim. La part més antiga del municipi està dominada pel Castell dels Doria i anomenada pels habitants Terra (Téra en el dialecte local), posada als peus de la muntanya Rebuffao. La part més moderna, anomenada il Borgo, s'allarga sobre la ribera oposada, al costat de la carretera que recorre la vall.

## Economia
Es conrea la vinya, produint-se vi de taula com el Rossese di Dolceacqua superiore o el Rossese di Dolceacqua. L'últim diumenge de cada mes se celebra un mercat ambulant «bio» en la Piazza Pare Giovanni Mauro de Dolceacqua.